# Route départementale 2 (Loire-Atlantique)
Pour les articles homonymes, voir Route départementale 2.
La route départementale 2 ou RD 2 est une route départementale du département de la Loire-Atlantique. Elle relie Herbignac à Saint-Julien-de-Vouvantes. Elle parcourt 13 communes en tout.

## Itinéraire
Communes traversées :
- Herbignac
- Missillac
- Saint-Gildas-des-Bois
- Guenrouet
- Plessé et le bourg secondaire du Coudray
- Le Gâvre (forêt)
- Vay
- Nozay
- Abbaretz
- La Meilleraye-de-Bretagne
- Grand-Auverné
- Petit-Auverné
- Saint-Julien-de-Vouvantes

La RD 2 traverse généralement le bourg de ces communes, mais pas au Gâvre où elle passe dans la partie nord de la forêt.